# Roko Šimić
Roko Šimić (* 10. September 2003 in Mailand, Italien) ist ein kroatischer Fußballspieler, der aktuell bei Cardiff City unter Vertrag steht und für die kroatische U21-Nationalmannschaft spielte. Derzeit ist er an den Karlsruher SC in der zweiten deutschen Bundesliga verliehen. 

## Karriere

### Verein
Šimić begann seine fußballerische Ausbildung beim NK Kustošija, wo er von 2011 bis 2015 in der Jugend tätig war. Anschließend spielte er fünf Jahre lang in sämtlichen Altersklassen der Lokomotiva Zagreb. Am 16. August 2020 (1. Spieltag) debütierte er bei einer 0:6-Niederlage gegen Dinamo Zagreb in der 1. HNL, als er 25 Minuten vor Spielende in die Partie kam. Bei einem 4:0-Sieg über den NK Varaždin schoss nach Einwechslung zwei Tore und somit seine ersten beiden in der Profilaufbahn. In der gesamten Saison 2020/21 schoss er drei Tore in 25 Ligaspielen und eines in einem Pokalspiel.
Zur Spielzeit 2021/22 wechselte er für vier Millionen Euro nach Österreich zum FC Red Bull Salzburg, bei dem er einen bis Juni 2024 laufenden Vertrag erhielt. Zunächst sollte er allerdings in Salzburg für das zweitklassige Farmteam FC Liefering spielen. Im Oktober 2021 debütierte er gegen den VfL Wolfsburg in der UEFA Champions League für die erste Mannschaft von Salzburg. Im selben Monat gab er gegen den SK Sturm Graz auch sein Bundesligadebüt für die Salzburger. Mit der U19 zog er in das Finale der UEFA Youth League ein, in dem man Benfica Lissabon unterlag. Er steuerte 7 Tore bei und wurde gemeinsam mit Mads Hansen sowie Aral Simsir Torschützenkönig. In der Saison 2021/22 kam er in der Bundesliga zu keinem weiteren Einsatz, in der 2. Liga absolvierte er für Liefering 24 Partien und erzielte 19 Tore. Mit Salzburg holte er das Double.
Zur Saison 2022/23 rückte der Angreifer dann fest in den Kader der ersten Mannschaft, in der er sich aber weiterhin nicht durchsetzen konnte. Bis zur Winterpause absolvierte er 13 Pflichtspiele, in denen er ohne Torerfolg blieb. Daraufhin wurde er im Januar 2023 in die Schweiz an den FC Zürich verliehen. In Zürich kam er zu 16 Einsätzen in der Super League, in denen er viermal traf. Er war bei seinen Einsätzen oftmals nur Einwechselspieler und der FCZ schaffte als Tabellenachter den Klassenerhalt. Es folgte die Rückkehr zu Red Bull Salzburg, wo er mal in der Startelf stand, mal als Einwechselspieler auflief. „RB“ verpasste den Meistertitel, denn dieser ging an Sturm Graz.
Im August 2024 verließ er Salzburg dann endgültig und wechselte nach Wales zum englischen Zweitligisten Cardiff City. Von dort wurde er unmittelbar nach dem Wechsel an den KV Kortrijk verliehen. Nach einer unbefriedigenden Leihe in der Jupiler Pro League mit nur 4 Einsätzen wurde er in der Saison 2025/26 an den Karlsruher SC verliehen.

### Nationalmannschaft
Zwischen Juli 2018 und Mai 2019 spielte Šimić fünfmal für die kroatische U16-Nationalmannschaft. Von September des Jahres bis Februar des nächsten Jahres kam er zu sechs Einsätzen im U17-Team der Kroaten. Seit September 2021 spielt er für die kroatische U21-Nationalmannschaft und traf direkt bei seinem Debüt.

## Erfolge
- Österreichischer Meister: 2022, 2023
- Österreichischer Cupsieger: 2022
- Torschützenkönig der UEFA Youth League: 2022

## Persönliches
Sein Vater Dario (* 1975) war ebenfalls Fußballspieler. Roko wurde in Mailand geboren, während sein Vater dort bei der AC unter Vertrag stand.